# Laptop

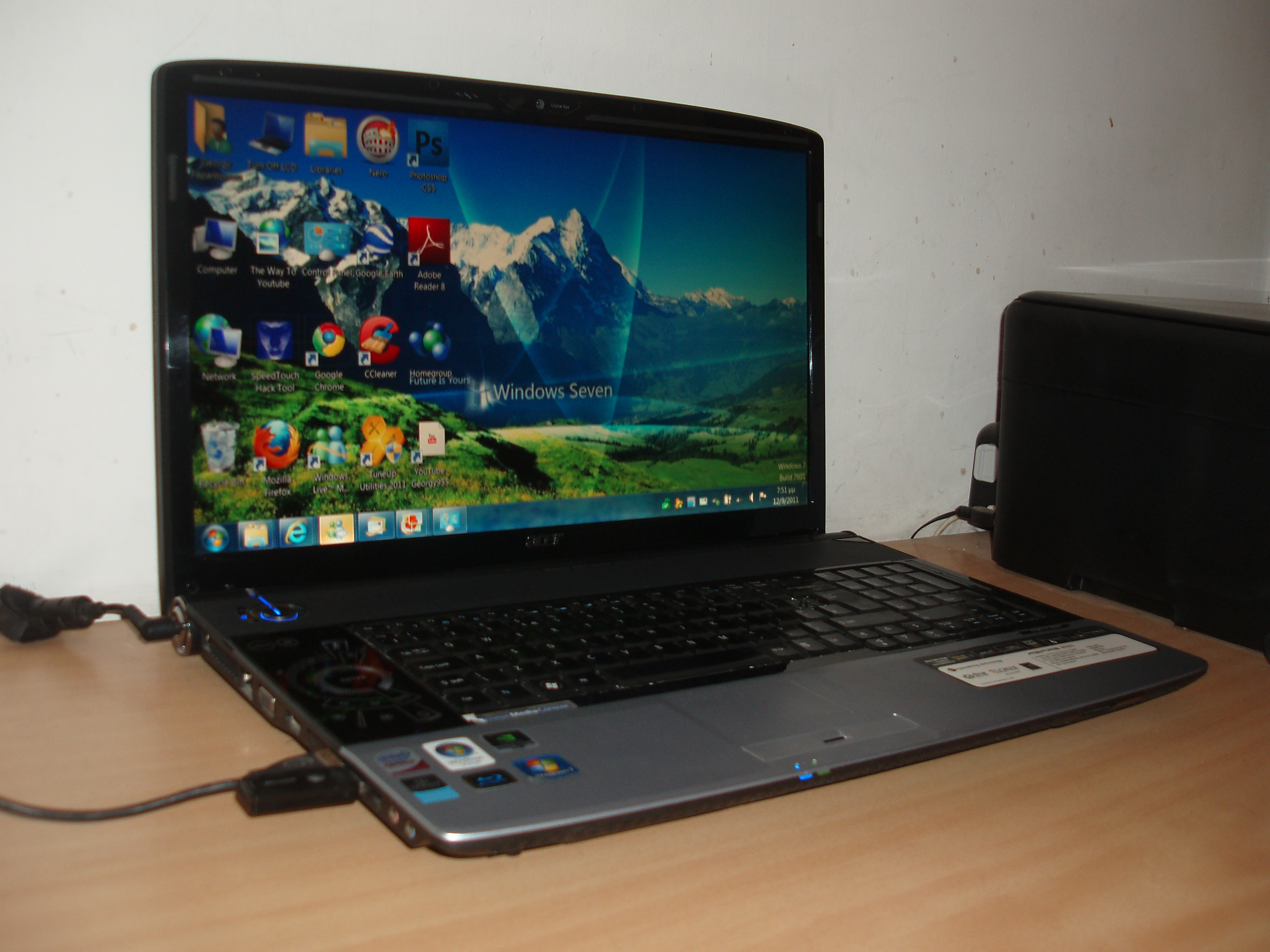
Laptop Acer

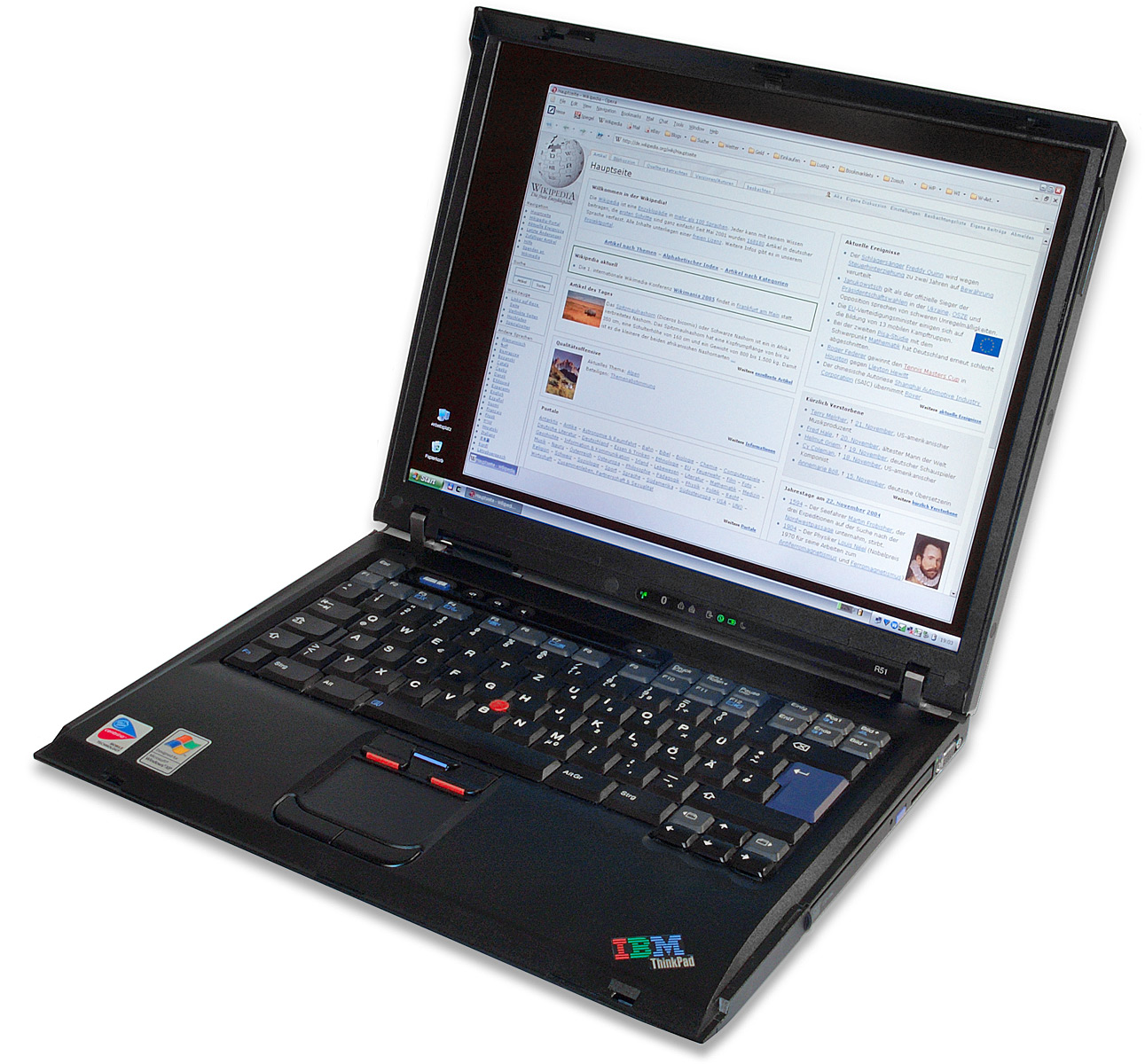
IBM Thinkpad R51

Un notebook sau laptop este un calculator personal portabil, mobil, ușor și îndeajuns de mic pentru a putea fi ținut pe genunchi în timpul utilizării. Un laptop integrează cele mai multe dintre componentele tipice a unui calculator de birou - un ecran, o tastatură, un dispozitiv de indicare (touchpad), difuzoare, precum și o baterie, toate într-o singură unitate.
Laptop-urile au fost inițial considerate a fi o mică nișă de pe piață și au fost gândite în special pentru domenii de cercetare de specialitate, cum ar fi domeniile militare, contabilitate, reprezentanți de vânzări și alte domenii de activitate care impuneau folosirea unui calculator pentru munca de teren. 
Astăzi laptopurile au devenit foarte răspândite, fiind accesibile și persoanelor particulare. Odată cu evoluția tehnologiei în domeniu, s-a observat tendința de miniaturizare și ieftinire a calculatoarelor mobile de acest gen.

## Istoric

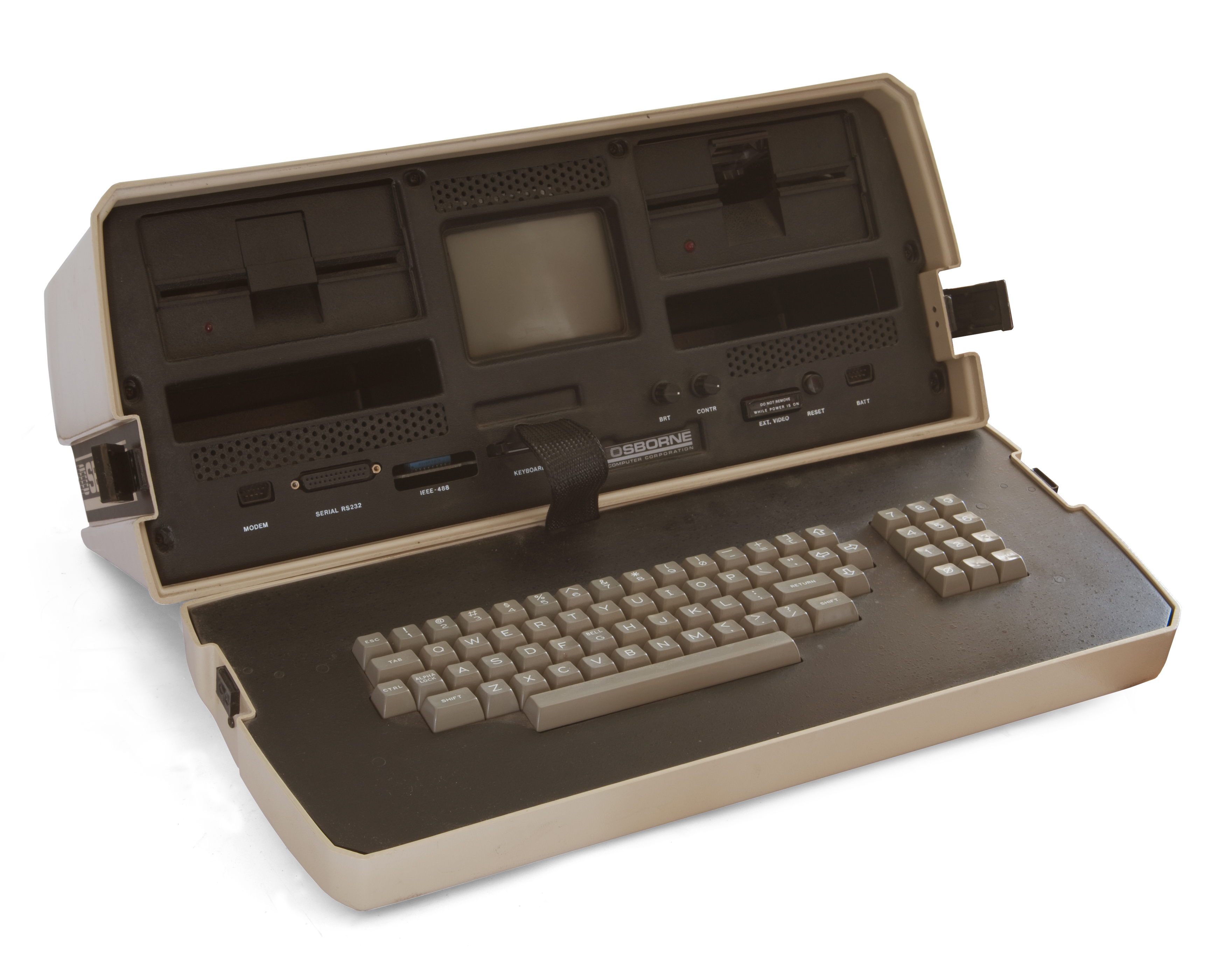
Osborne 1

Pe măsură ce calculatoarele personale au devenit practicabile la începutul anilor 1970, a apărut ideea calculatoarelor personale portabile. Un „manipulator portabil de informații personal” a fost imaginat, în anul 1968, de Alan Kay de la Xerox PARC și a fost descris în ziarul său, în 1972, ca „Dynabook”.
Proiectul IBM SCAMP (Special Computer APL Machine Portable), a fost demonstrat în anul 1973. Acest prototip era bazat pe procesorul PALM (Put All Logic In Microcode).
În septembrie 1975 era disponibil primul calculator portabil comercial numit IBM 5100 și era bazat pe prototipul SCAMP.
Pe măsură ce au fost larg acceptate dispozitivele cu procesoare pe 8 biți, numărul calculatoarelor portabile a crescut rapid. 
În anul 1981 a fost lansat Osborne 1, calculator ce folosea procesorul Zilog Z80 și cântărea 10.7 Kg. Acesta nu avea baterie și era dotat cu un ecran CRT de 5” și o unitate floppy disk dublă de 5¼". 

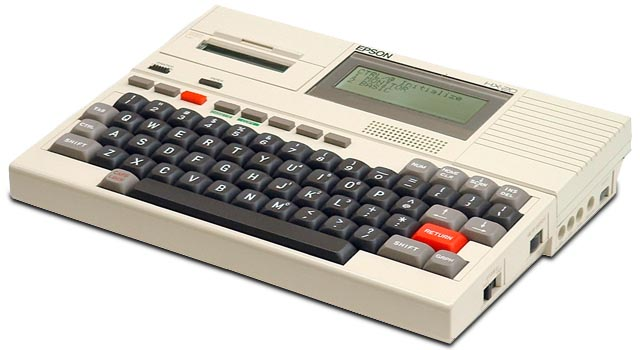
Epson-hx-20

Acel an este și cel de lansare a primului calculator personal portabil de mărimea unui laptop, numit Epson HX-20. Acesta era dotat cu un ecran LCD mic cu rezoluție de numai 120 X 32 pixeli, o baterie reîncărcabilă nichel-cadmiu, imprimantă, tastatură cu numai 84 de taste și cântărea 1,6 Kg.
1982 este anul de lansare al GRiD Compass 1101. Acesta este primul laptop de tip „clamshell”, în care laptopul se închide prin suprapunerea ecranului cu tastatura. GRiD Compass costa la acea vreme între 8.000$ și 10.000$. 
Compaq Portable, lansat în 1983, avea la bază sistemul de operare MS-DOS și era mai ușor de transportat decât predecesorul Osborne 1. 
Primul mare succes comercial, l-a constituit Kyocera Kyotronic 85, vândut la început numai în Japonia. 
IBM a scos pe piață în 1986 primul său laptop, IBM PC Convertible, care a avut un succes comercial modest. Avea unitate floppy de 3,5 inch, memorie de 256 KB care putea fi extinsă până la 640 KB. 
Spre sfârșitul anilor '80, laptopurile erau deja populare în mediul de business. Unul a fost  modelul NEC UltraLite introdus pe piață în 1988, care  funcționa cu MS-DOS, cântărea numai 2 Kg, dar stoca informațiile pe dischetă. 
Tot în anul 1988, Compaq SLT-286 era primul notebook cu ecran VGA – rezoluție 640×480. Avea un hard-disk de 20 sau 40 MB, modem intern, o baterie cu durată de viață de 3 ore și cântărea 6,35 kg.
În 1989 și-au făcut apariția modelele din seria Compaq LTE, primele laptopuri care includeau un hard-disk. 

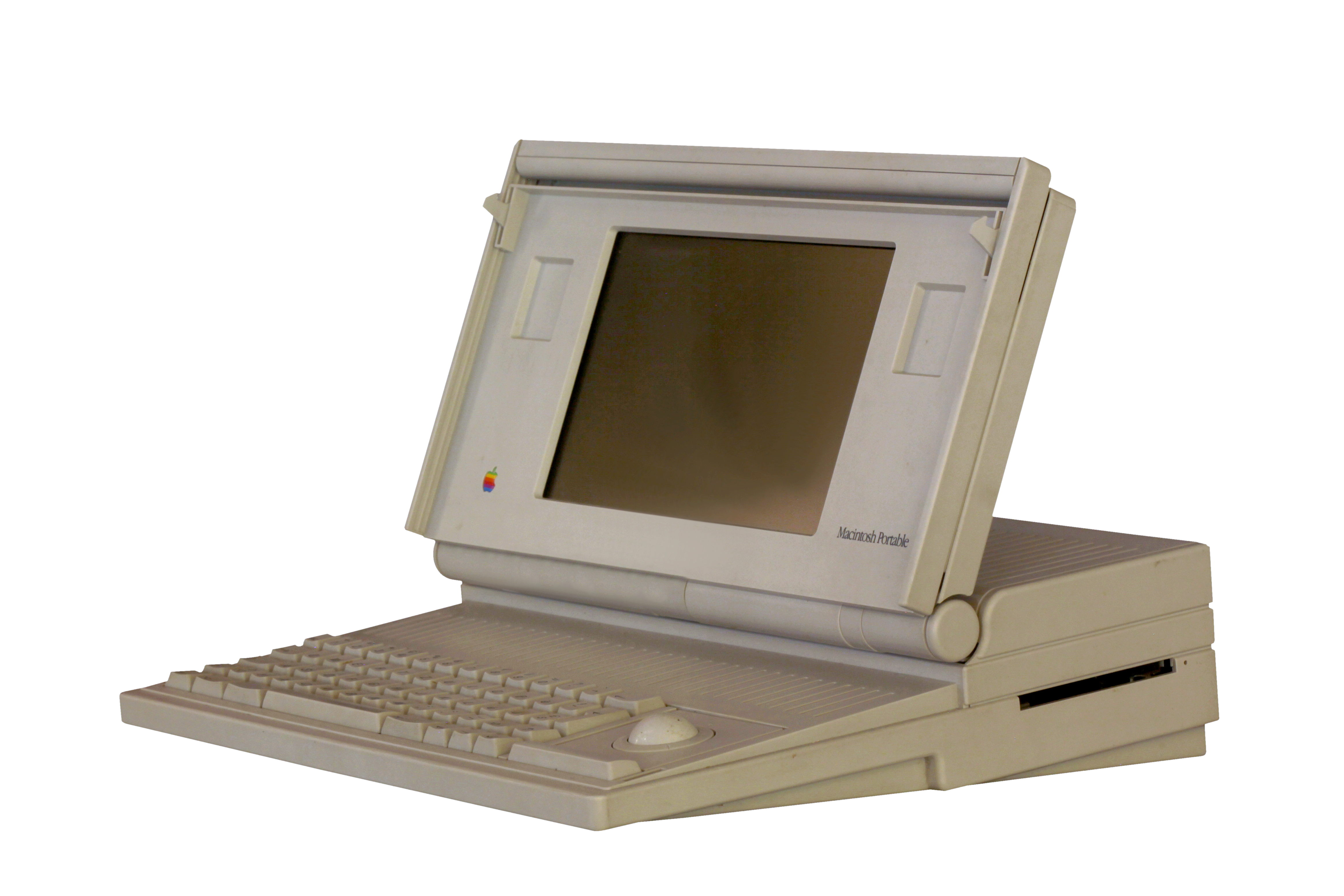
Macintosh Portable

1989 a fost anul în care Apple a introdus Macintosh Portable, apreciat în special pentru calitatea ecranului și durata de viață a bateriei. Apple lansează doi ani mai târziu seria PowerBook; avea o greutate de 2,31 kg și grosime de numai 4,57 cm. 
Toshiba Portege T3400 a fost lansat în 1993 și este primul laptop cu baterie lithium ion, o îmbunătățire semnificativă față de modelele anterioare, atât din punct de vedere al longetivității cât și al greutății. Ecranul acestui laptop avea o diagonală de 19,8 cm, iar durata de viață a bateriei era estimată la 4,5 ore. Portege T3400 cântărea 1,81 kg.
Un pas important în dezvoltarea laptopurilor a fost făcut în anul 1995, când Microsoft a lansat sistemul de operare Windows 95. Acesta era primul sistem de operare care includea funcții de power management precum și trecerea laptopurilor pe procesoare Intel Pentium și adoptarea unităților optice. Toshiba Libreto 20 a fost primul laptop pe care a fost instalat Windows 95, în anul 1996. 
Sony VAIO C1 PictureBook lansat în 1998, era echipat cu Windows 98, avea un ecran de 8,9 inch, inclusiv o cameră web de 0,27 megapixeli și cântărea numai 0,99 kg. 
Lansat în 2006, Samsung Q1 a fost primul dispozitiv de tip netbook. 
În 2008, Apple lansa unul dintre cele mai de succes dispozive din istoria companiei: MacBook Air.
În ultimii ani au fost aduse o serie de tehnologii inovatorii ca laptopuri extrem de subțiri sau ultraportabile (numite ultrabooks), senzori de citire a amprentelor, îmbunătățirea funcțiilor de conectivitate și stocare a datelor, calitate superioară a ecranelor LCD, baterii cu durată de viață mai mare și procesoare economice. Din aceste motive, vânzările de laptopuri au depășit vânzările de sisteme desktop la nivel global.

## Caracteristici

### Avantaje
Dimensiunile reduse, portabilitatea, absența cablurilor, consumul redus, sunt principalele avantaje ale laptopurilor comparativ cu calculatoarele desktop.

### Dezavantaje
- Laptopurile au performanțe mai reduse față de computerele desktop.
- Mobilitatea este limitată, deoarece autonomia lor depinde de bateriile de tip Li-Ion care se degradează în timp. Durata de viață a bateriei este redusă, iar înlocuirea sa poate fi costisitoare.

#### Upgrade
În general,  hard-diskul și memoriile pot fi îmbunătățite cu ușurință. Unitățile optice și cardurile de expansiune pot fi schimbate doar dacă urmează un standard al industriei, dar toate celelalte componente interne, procesorul, placa de bază și placa grafică nu sunt destinate pentru a putea fi îmbunătățite, fiind fixate în laptop.

#### Ergonomie
Datorită tastaturii mici și a ecranului de dimensiuni reduse, utilizarea îndelungată a laptopurilor poate conduce la disconfort. Din acest motiv, pentru lucrul cu laptopul perioade îndelungate de timp, se recomandă folosirea de tastaturi, mouse și monitoare externe, dispozitive care se conectează de obicei prin porturile USB.

#### Durabilitate
Datorită portabilității lor, laptopurile sunt supuse mai mult uzurii și a deteriorării decât calculatoarele desktop. Unele componente cum ar fi mufele, cablurile de alimentare, se deteriorează treptat mai mult din cauza utilizării continue.

#### Supraîncălzirea
Una din principalele probleme ale laptopurilor este supraîncălzirea. Minimizarea disipării căldurii în interiorul laptopului, reprezintă adesea compromisuri în defavoarea performanțelor. 

#### Durata bateriei laptopului
Bateriile Li-Ion se degradează în timp, principalul motiv fiind supraincarcarea. Bateriile laptopurilor inregistreaza si memoreaza fiecare ciclu de incarcare. Odata ce bateria Li-Ion ajunge la un procent de incarcare de 100% powermanagementul laptopului transmite chip-ului bateriei ca un nou ciclu de incarcare a fost finalizat si deconecteaza bateria de la sursa de curent. Studiile arata ca odata ce o baterie atinge 1000 cicluri de incarcare (fie că acestea nu au fost urmate de o descarcare completa sau de 2 - 3 % din capacitatea bateriei) performantele bateriei incep sa scada. Astfel durata maximă de utilizare a bateriei poate scădea de la 1-2 ore la 30 minute. 
Exista insa cateva modalitati prin care puteti prelungi durata de viata a bateriei; una dintre motalitatile esentiale este incarcarea partiala a bateriei si folosirea ei intr-un range de 20% - 85% . Deja multe marci de laptopuri au introdus in bios-ul lor posibilitatea de a proteja bateria in acest mod. 
Bateriile Li-Ion se degradează în timp. Durata maximă de utilizare a bateriei poate scădea de la 1-2 ore la 30 minute după 2 ani de folosire a unui laptop.  Arhivat în 19 iunie 2015, la Wayback Machine.

#### Securitate
Datorită portabilității lor, laptopurile sunt vulnerabile. Majoritatea laptopurilor au un cablu de securitate, care poate fi folosit pentru a lega laptopul de un birou sau de alte obiecte imobile. Unele laptopuri au elemente de securitate suplimentare cum ar fi recunoașterea retinei și scanarea digitală a amprentelor.

## Clasificări
- Standard (înlocuitor desktop): pentru performanță și portabilitate; este un laptop care oferă cea mai mare parte a capacităților unui calculator desktop, cu un nivel similar de performanță. Acestea sunt de obicei mai mari, au un ecran de aproximativ 15 inch și cântăresc 2 ... 3 kg

- Ultraportabile: își păstrează o bună performanță, sunt mai ușoare (cântăresc între 1 și 2 kg), dar sunt mai scumpe, în parte datorită prezenței procesoarelor low-power (platforma CULV); au un hard-diskși memorie RAM de capacitate mai mică, dispun rareori de unitate optică  și au puține porturi.

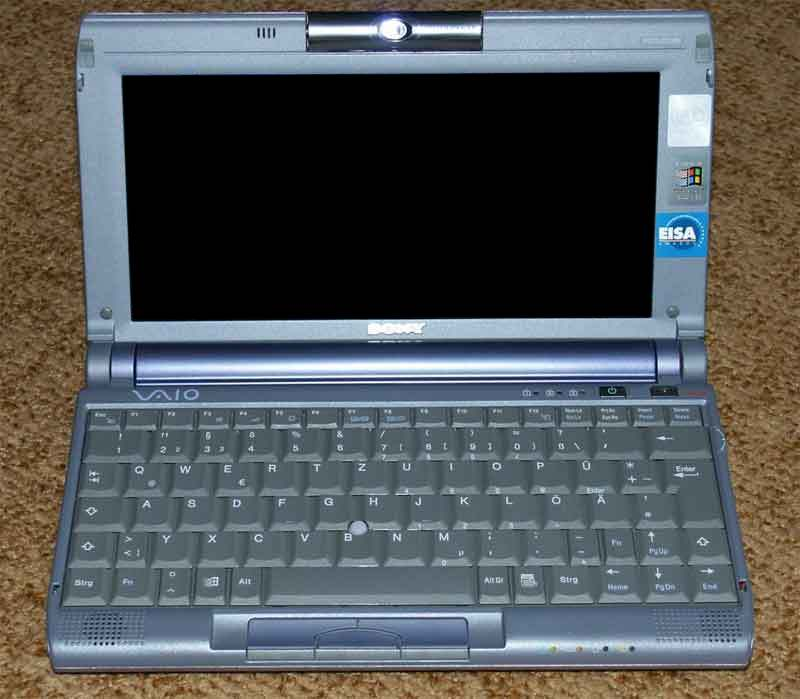
Subnotebook Sony Vaio din seriile P

- - Subnotebook: denumit și ultraportabil, este un laptop proiectat și comercializat cu accent pentru portabilitate care păstrează performanțele unui notebook standard (mărime mică, greutate scăzută, acumulator cu autonomie mai mare de 10 ore, ecran de 12 inch)

- - Netbook: denumit și tabletă Internet, sunt subnotebook-uri de preț mai mic, pentru navigarea pe Internet, aplicații office de bază, conexiuni fără fir (wireless), ecran de 9 ... 10 inch; netbook-urile folosesc sisteme de operare care nu consumă multe resurse, cum ar fi Linux.

- - PDA (Personal digital assistant): de mici dimensiuni, de ținut în mână, sunt polivalente cu multe întrebuințări: calculator, ceas cu alarme și agendă calendaristică, aparat pentru jocuri electronice (console de joc portabile), pentru accesul la Internet și web, transmitere și primire de e-mail-uri, înregistrare video, editare de documente de tip text, agende electronice de contacte, editare a foilor de calcul tabelar, receptor radio, redare a fișierelor multimediale, și chiar dispozitiv de stabilit coordonatele geografice bazat pe Global Positioning System, GPS. Unele modele de PDA au ecrane color, de asemenea posibilități de redare audio, ceea ce le permite să fie întrebuințate și drept telefoanele mobile (Smartphone).

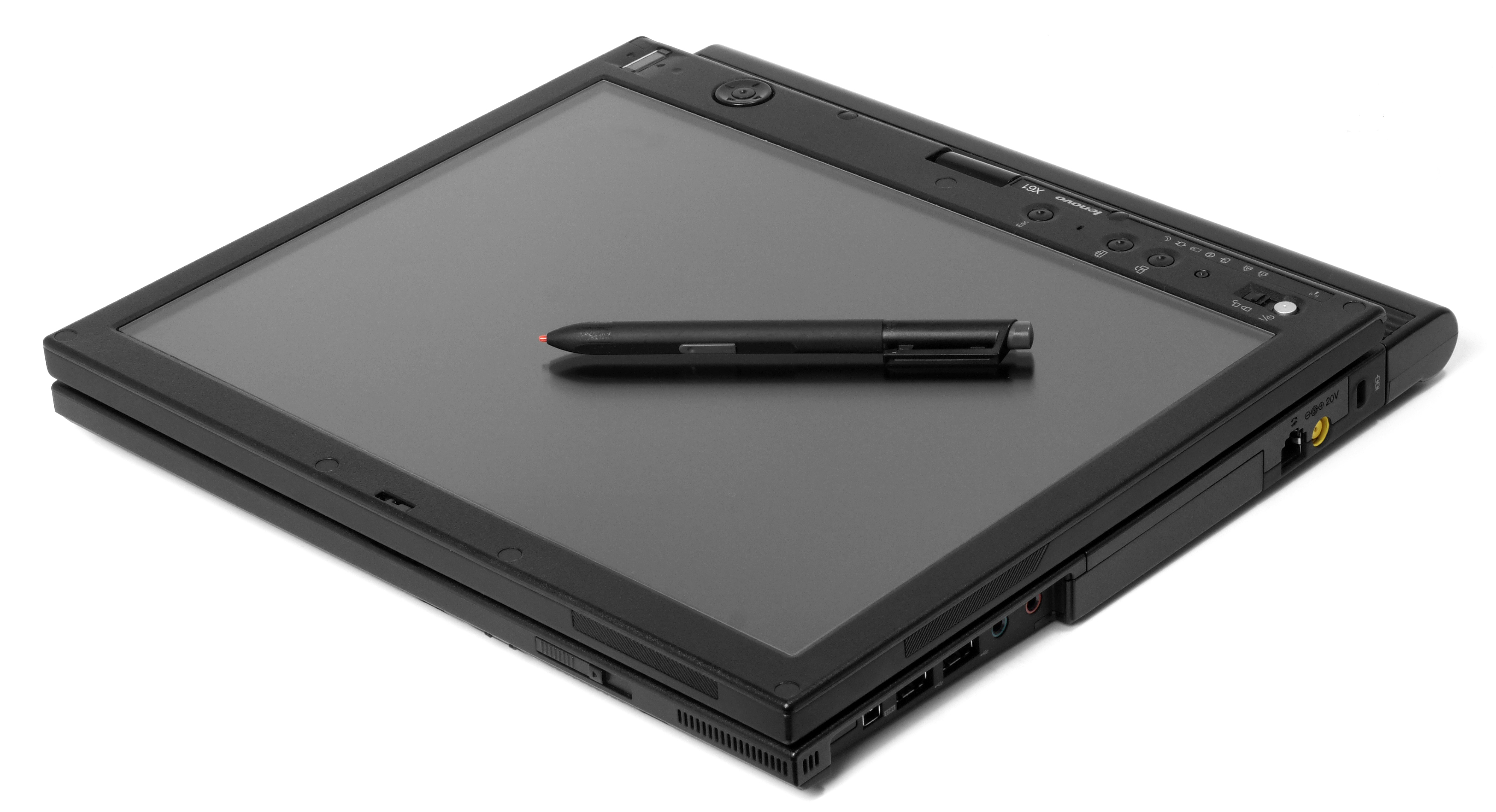
Lenovo-X61-Tablet-Mode

- - Tabletă: este un dispozitiv Internet mobil, echipat cu un ecran tactil (touchscreen), ce se poate roti și pe care se poate scrie cu stylusul (creion digital); pot sau nu pot să aibă și tastatură, ecran de 12 ... 15 inch; se folosesc de obicei la prezentări, gestiune de produse, înlocuitor PDA.

- - Ultra-Mobile PC: mai performante decât un PDA; de obicei au prețuri destul de mari; dimensiunea ecranului de 5 ... 7 inch.

- Pentru jocuri: sunt mai mari, cu platforme hardware puternice (plăci grafice performante) destinate jocurilor pe calculator, ecran mare 15 ... 17 inch, procesor cu minim 4 nuclee etc.

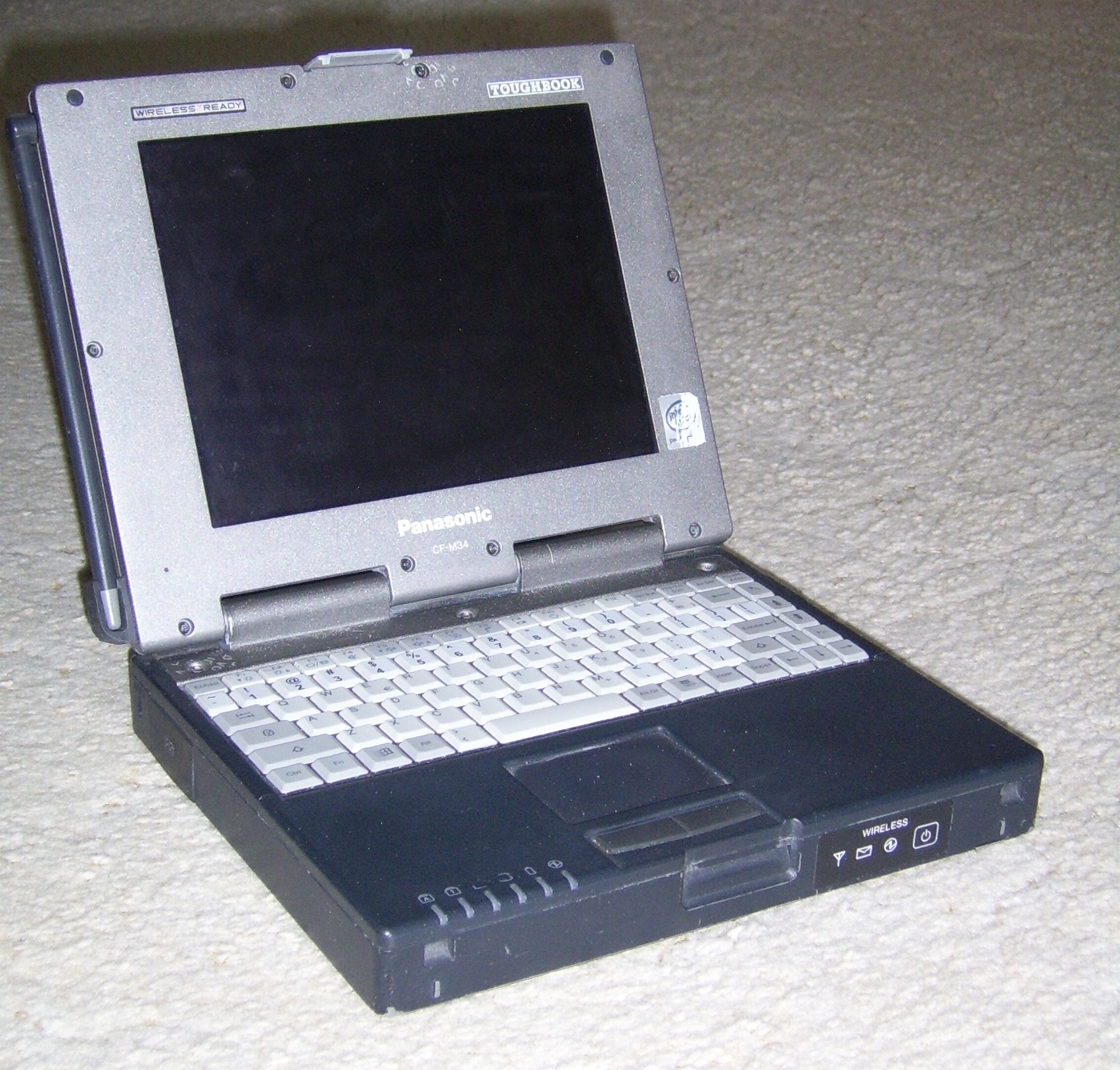
Laptop ridigizat Panasonic

- Rugged (ridigizat) – laptopuri pentru a funcționa în condiții dificile (vibrații puternice, temperaturi extreme, medii umede și cu praf, proiectate pentru a nu putea fi zgâriate); sunt mai voluminoase, mai grele și mai scumpe decât laptopurile normale.

## Producători majori
Cele mai importante branduri care produc laptopuri sunt :
- Acer –  seria Aspire, seria Predator, Travel Mate, Extensa , Ferrari.
- Apple – MacBook, MacBook Air și MacBook Pro
- ASUS – Asus Eee, ROG, seriile G, UL, UX, N, NX, K, F, X, VX.
- Dell – Inspiron, Latitude, Precision, Studio, Vostro, XPS, seria G, Alienware
- HP – Pavilion, HP Omnibook, Omen, ProBook
- Lenovo – Essential, ThinkPad, IdeaPad, seria 3000, seria Y
- MSI – seriile GX, GR, GE, GT, FX, FR, CX, CR, X370
- Panasonic – Toughbook, Satellite
- Samsung – SENS: Seriile SF, M, P, Q, R și RF
- Sony – VAIO: Seriile FJ, UX, TZ, NR, SZ, CR, FZ și AR
- Toshiba – Dynabook, Equium, Portege, Tecra, Satellite, Qosmio, Libretto Hewlett-Packard. În anul 2007, compania a vândut în România 35.000 de laptopuri, adjudecandu-și 10% din piața de profil. [3][4]

## Vânzări
Calculatoarele portabile alimentate de baterii au avut vânzări de doar 2% la nivel mondial în anul 1986. În prezent, laptopurile au devenit tot mai populare, atât pentru mediul de afaceri cât și pentru uz personal, iar vânzările din anul 2008 au fost estimate la circa 146 milioane de notebook-uri.
În primul trimestru din 2011, Acer a fost cel mai mare producător de laptopuri la nivel mondial. 
Pe piața laptopurilor din România, în 2010, Acer era lider pe piața laptopurilor, cu o cotă de 25,1%, urmat de Asus cu 17,5%, HP  14,4%, Toshiba cu 13%, Dell cu 11,7%, Lenovo cu 9,6%  și Sony cu 3,2%.
Cele mai cumpărate mărci de laptopuri în România în anul 2010 au fost: Acer, Asus, HP, Toshiba, Dell. 